# Live at Donington
Live at Donington är ett livealbum av den brittiska heavy metalgruppen Iron Maiden, släppt den 8 november 1993. Albumet är inspelat i Castle Donington i England den 22 augusti 1992 under Fear of the Dark Tour. Det var den sista stora konserten inför cirka 70 000 personer, innan Bruce Dickinson lämnade bandet året efter. En video från konserten släpptes även, Donington Live 1992.
Den då före detta medlemmen Adrian Smith kom in och spelade på "Running Free". Detta var första och sista gången, sedan han lämnade bandet 1990, som han uppträdde med bandet innan han åter kom tillbaka till bandet 1999.
När omsläppet på CD skedde så hade omslaget ändrats på albumet och låtlistan hade ändrats för att få plats med multimedia på skivan.

## Original-låtlistan

### CD 1
1. Be Quick or Be Dead  (Dickinson, Gers)
2. The Number of the Beast (Harris)
3. Wrathchild (Harris)
4. From Here to Eternity (Harris)
5. Can I Play with Madness (Smith, Dickinson, Harris)
6. Wasting Love (Dickinson, Gers)
7. Tailgunner (Harris, Dickinson)
8. The Evil That Men Do (Smith, Dickinson, Harris)
9. Afraid To Shoot Strangers (Harris)
10. Fear Of The Dark (Harris)

### CD 2
1. Bring Your Daughter...To the Slaughter" (Dickinson)
2. The Clairvoyant" (Harris)
3. Heaven Can Wait" (Harris)
4. Run to the Hills"(Harris)
5. 2 Minutes to Midnight" (Smith, Dickinson)
6. Iron Maiden" (Harris)
7. Hallowed Be Thy Name" (Harris)
8. The Trooper" (Harris)
9. Sanctuary" (Harris, Di'Anno, Murray)
10. Running Free" (Harris, Di'Anno)

## Låtlista på omsläppet

### CD 1
1. Be Quick or be Dead (Dickinson, Gers)
2. The Number of the Beast (Harris)
3. Wrathchild (Harris)
4. From Here to Eternity (Harris)
5. Can I Play With Madness (Smith, Dickinson, Harris)
6. Wasting Love (Dickinson, Gers)
7. Tailgunner (Harris, Dickinson)
8. The Evil That Men Do (Smith, Dickinson, Harris)
9. Afraid To Shoot Strangers (Harris)
10. Fear of the Dark (Harris)
11. Bring Your Daughter... ...To the Slaughter (Dickinson)
12. The Clairvoyant (Harris)
13. Heaven Can Wait (Harris)
14. Run to the Hills (Harris)

### CD 2
1. 2 Minutes to Midnight (Smith, Dickinson)
2. Iron Maiden (Harris)
3. Hallowed Be Thy Name (Harris)
4. The Trooper (Harris)
5. Sanctuary (Harris, Di'Anno, Murray)
6. Running Free (Harris, Di'Anno)

## Banduppsättning på albumet
- Bruce Dickinson - sång
- Janick Gers - gitarr
- Dave Murray - gitarr
- Steve Harris - bas
- Nicko McBrain - trummor